# Prima Zoom
Prima Zoom es un canal de televisión privado checo, perteneciente a FTV Prima. Se trata de un canal dedicado a los documentales.

## Historia
El canal inició emisiones el 1 de febrero de 2013, siendo el cuarto canal de FTV Prima en lanzarse, tras Prima, Prima Cool y Prima Love.
Prima Zoom emite entre las 08:00 y las 02:00 horas. Se encuentra disponible en televisión digital terrestre y plataformas de cable y satélite checas.

## Programación
El canal emite documentales divididos en siete bloques temáticos emitidos de lunes a domingo.
- Největší katastrofy
- Po stopách historie
- Fascinující příroda
- Zaostřeno na války
- Úžasné oceány
- Zázraky říše zvířat
- Tajemství Země a vesmíru